# Dariush Mehrjui
Dariush Mehrjui, född 8 december 1939 i Teheran, död 14 oktober 2023 i Karaj, var en iransk filmregissör, manusförfattare och filmproducent.
Mehrjui var med och drog igång Irans nya och realistiska filmvåg i början av 1970-talet. Han blev känd för filmer som Kon (1969), The Cycle (1977), Hamoun (1990) och Sara (1993). Han var influerad av filmregissörer som Ingmar Bergman och Michelangelo Antonioni.
Mehrjui flyttade till Frankrike efter Iranska revolutionen 1979 men flyttade tillbaka till Iran 1985.
Iranska filmskapare måste följa strikta censurregler som bland annat förbjuder dem från att visa kvinnor utan slöja, fysisk kontakt mellan män och kvinnor, samt kritik av islamiska principer. Flera av Mehrjuis filmer kom att förbjudas under såväl shahens tid som under den Islamiska republiken, till exempel dramafilmen Santoori från 2007, som förbjöds på grund av dess skildring av en musiker som var beroende av droger. Efter att Mehrjuis sista film La Minor (2019) inte fick tillstånd att ha premiär enligt plan protesterade Mehrjui öppet mot Irans censurlagar. År 2022 vände han sig direkt till landets kulturminister i en video där han bland annat uttalade "döda mig, gör vad du vill med mig, förstör mig, men jag vill ha mina rättigheter".
I oktober 2023 blev Dariush Mehrjui och hans hustru Vahideh Mohammadifar knivmördade av en okänd gärningsman i deras hem i en förort utanför Teheran.